# Finanțe matematice
Finanțele matematice, cunoscute și sub denumirea de finanțe cuantitative și matematică financiară, constituie un domeniu al matematicii aplicate, axat pe modelarea matematică în domeniul financiar.
În general, există două ramuri distincte ale finanțelor care necesită tehnici cuantitative avansate: evaluarea derivatelor, pe de o parte, și gestionarea riscurilor și a portofoliilor, pe de altă parte. Finanțele matematice se suprapun considerabil cu domeniile finanțelor computaționale și ingineriei financiare. Finanțele computaționale se concentrează pe aplicarea metodelor numerice și a algoritmilor pentru rezolvarea problemelor financiare, în timp ce ingineria financiară pune accent pe aplicațiile practice și pe dezvoltarea de modele, adesea bazate pe modele stocastice de active. În contrast, finanțele matematice se ocupă nu doar cu analiza, ci și cu crearea instrumentelor necesare pentru implementarea efectivă a acestora. În plus, investițiile cantitative se bazează pe modele statistice și numerice (și, mai recent, pe învățarea automată), fiind o alternativă la analiza fundamentală tradițională folosită în gestionarea portofoliilor.
Teza de doctorat a matematicianului francez Louis Bachelier, susținută în 1900, este considerată prima lucrare academică dedicată finanțelor matematice. Totuși, domeniul finanțelor matematice a fost recunoscut ca disciplină distinctă abia în anii 1970, în urma cercetărilor realizate de Fischer Black, Myron Scholes și Robert Merton, care au dezvoltat teoria stabilirii prețurilor opțiunilor. Investițiile matematice au avut ca punct de plecare cercetările matematicianului Edward Thorp, care, folosind metode statistice, a inventat numărarea cărților în blackjack și a aplicat aceste principii în investițiile sistematice moderne. De asemenea, Black, Scholes și Merton au fost recompensați cu Premiul Nobel pentru Economie în 1997 pentru contribuțiile lor fundamentale la dezvoltarea modelului Black-Scholes. 
Finanțele matematice sunt strâns legate de economia financiară, care se ocupă cu teoria fundamentală din spatele matematicii financiare. În timp ce economiștii folosesc modele economice complexe bazate pe relații empirice observate, analiza finanțelor matematice derivă și extinde modelele matematice sau numerice fără a le lega neapărat de teoria financiară, utilizând prețurile pieței ca date de intrare. Exemple semnificative includ: evaluarea opțiunilor, modelarea financiară și prețuirea activelor. Teorema fundamentală a prețurilor fără arbitraj este una dintre cele mai importante teoreme în finanțele matematice, iar ecuația și formula Black-Scholes sunt rezultate fundamentale ale acestui domeniu.
În prezent, numeroase universități oferă programe de studii și cercetare în domeniul finanțelor matematice.

## Istoric: Q versus P
Există două ramuri separate de finanțare care necesită tehnici cantitative avansate: stabilirea prețului derivatelor și managementul riscului și al portofoliului. Una dintre principalele diferențe este că acestea folosesc probabilități diferite, cum ar fi probabilitatea neutră față de risc (sau probabilitatea de arbitrare a prețului), notată cu „Q”, și probabilitatea reală (sau actuarială), notată cu „P”.

### Evaluarea derivatelor: Lumea Q
| Scop        | "extrapolarea prezentului"                                 |
| Mediu       | probabilitatea neutră la risc {\displaystyle \mathbb {Q} } |
| Procese     | martingale în timp continuu                                |
| Dimensiune  | joasă                                                      |
| Instrumente | calculul Itō, ecuații diferențiale parțiale (PDE)          |
| Provocări   | calibrare                                                  |
| Sector      | partea de vânzare (sell-side)                              |

Scopul evaluării derivatelor este de a determina prețul corect al unui titlu în termeni de titluri mai lichide, al căror preț este stabilit de legea cererii și ofertei. Conceptul de „corect” depinde, desigur, de perspectiva celui care cumpără sau vinde titlul. Exemple de titluri care sunt evaluate includ opțiunile simple, opțiunile exotice, obligațiile convertibile etc.
După ce prețul corect a fost determinat, traderul de pe partea de vânzare poate crea piața pentru acel titlu. Prin urmare, evaluarea derivatelor este un proces complex de „extrapolare” pentru a stabili valoarea curentă de piață a unui titlu, care este ulterior utilizată de comunitatea de pe partea de vânzare. Evaluarea cantitativă a derivatelor a fost inițiată de Louis Bachelier în lucrarea Teoria speculației ("Théorie de la spéculation", publicată în 1900), în care a introdus procesul cel mai fundamental și influent, mișcarea browniană, și aplicarea acesteia în evaluarea opțiunilor. Mișcarea browniană a fost derivată utilizând ecuația Langevin și mersul aleatoriu discret. Bachelier a modelat seria temporală a modificărilor logaritmului prețurilor acțiunilor ca un mers aleatoriu în care modificările pe termen scurt aveau o varianță finită, determinând astfel ca modificările pe termen lung să urmeze o distribuție gaussiană.
Teoria a rămas latentă până când Fischer Black și Myron Scholes, împreună cu contribuțiile fundamentale ale lui Robert C. Merton, au aplicat al doilea proces semnificativ, mișcarea browniană geometrică, în evaluarea opțiunilor. Pentru această descoperire, M. Scholes și R. Merton au fost recompensați cu Premiul Nobel pentru stiințe economice în 1997. Black nu a fost eligibil pentru premiu, deoarece a decedat în 1995.
Un alt pas semnificativ a fost teorema fundamentală a evaluării activelor formulată de Harrison și Pliska (1981), conform căreia prețul curent normalizat al unui titlu, P0, este fără arbitraj și astfel cu adevărat corect doar dacă există un proces stocastic Pt cu valoare așteptată constantă, care descrie evoluția sa viitoare:

| {\displaystyle P_{0}=\mathbf {E} _{0}(P_{t})} | \| \| \| \| \| \| \| \| | (1) |
|                                               |                         |     |
|                                               |                         |     |
Un proces care satisface această relație este numit „martingală”. O martingală este un proces stocastic în care nu există un câștig sistematic pe termen lung din speculațiile viitoare, iar riscul nu este recompensat. În acest context, probabilitatea procesului de preț al titlului normalizat este denumită „probabilitate neutră la risc” și este, de obicei, notată cu simbolul „{\displaystyle \mathbb {Q} }”. Termenul „neutră la risc” se referă la o probabilitate care nu reflectă aversiunea la risc sau preferințele față de risc ale investitorilor, ci presupune o evaluare bazată exclusiv pe evoluțiile anticipate ale titlurilor, fără a lua în considerare atitudinea față de risc a investitorilor.
Relația (1) trebuie să fie valabilă pentru toate momentele t: de aceea, procesele folosite pentru evaluarea derivatelor sunt stabilite în mod natural în timp continuu.
Cantitativii care operează în lumea Q a evaluării derivatelor sunt specialiști cu cunoștințe avansate despre produsele pe care le modelează.
Titlurile sunt evaluate individual, iar astfel, problemele din lumea Q sunt de natură cu dimensiuni mici. Calibrarea reprezintă o provocare majoră în această lume: odată ce un proces parametric de timp continuu a fost calibrat pe baza unui set de titluri tranzacționate printr-o relație de tipul (1), o relație similară este utilizată pentru a determina prețul noilor derivate.
Principalele instrumente cantitative necesare pentru gestionarea proceselor Q de timp continuu includ calculul stocastic Itô, simularea și ecuațiile diferențiale parțiale (EDP-uri).

### Gestionarea riscurilor și a portofoliilor: Lumea P
| Scop        | „modelarea viitorului”                            |
| Mediu       | probabilitatea reală {\displaystyle \mathbb {P} } |
| Procese     | serii de timp discrete                            |
| Dimensiune  | ridicată                                          |
| Instrumente | statistici multivariate                           |
| Provocări   | estimare                                          |
| Sector      | partea de cumpărare (buy-side)                    |

Gestionarea riscurilor și a portofoliilor are ca obiectiv modelarea distribuției de probabilitate a prețurilor de piață ale tuturor titlurilor de valoare într-un orizont investițional viitor. Această „distribuție reală” a prețurilor pieței este denotată de obicei cu litera din fontul „blackboard” P, spre deosebire de probabilitatea „neutră față de risc” Q utilizată în evaluarea derivatelor. Distribuția P reflectă condițiile pieței reale și este esențială pentru luarea deciziilor investitorilor pe piața activelor, în special în analiza relației între risc și randament, fundamentală pentru optimizarea portofoliilor.
Pe baza acestei distribuții P, investitorii „buy-side” își bazează deciziile de achiziție a titlurilor de valoare pentru a optimiza profilul anticipat de profit și pierdere al portofoliilor lor. Totodată, în mod crescând, procesele de selecție și gestionare a portofoliilor sunt automatizate, facilitând astfel implementarea strategiilor financiare pe scară largă.
Pentru cercetările lor inovatoare, Markowitz și Sharpe, alături de Merton Miller, au împărțit Premiul Nobel pentru Economie în 1990, pentru prima dată acordat unui proiect în domeniul finanțelor.
Munca lui Markowitz și Sharpe privind selecția portofoliilor a introdus concepte matematice fundamentale în managementul investițiilor. În timp, aceste tehnici matematice au devenit tot mai avansate. Mulțumită lui Robert Merton și Paul Samuelson, modelele de evaluare pe o perioadă unică au fost înlocuite cu modele pe timp continuu, bazate pe mișcare browniană, iar funcția de utilitate pătratică folosită în optimizarea medie-variantă a fost înlocuită cu funcții de utilitate mai complexe, crescătoare și concave. De asemenea, în ultima perioadă, s-a pus un accent mai mare pe riscul de estimare – riscurile care apar atunci când se presupune greșit că analiza avansată a seriilor temporale poate oferi estimări perfect precise ale parametrilor pieței.
Studiul piețelor financiare și al modului în care prețurile evoluează în timp a fost o preocupare constantă. Charles Dow, unul dintre fondatorii Dow Jones & Company și ai The Wall Street Journal, a formulat un set de principii care stau la baza a ceea ce astăzi este cunoscută sub denumirea de Teoria Dow. Aceste principii sunt utilizate în analiza tehnică, care se concentrează pe prognoza schimbărilor viitoare pe baza tendințelor pieței. Unul dintre postulatele analizei tehnice este că tendințele pieței oferă indicii despre direcția viitoare a prețurilor, cel puțin pe termen scurt. Cu toate acestea, afirmațiile analiștilor tehnici sunt contestate de mulți academicieni, iar eficiența metodei rămâne un subiect de dezbatere. Deși au existat numeroase studii empirice care analizează eficiența analizei tehnice, nu există un consens definitivat privind utilitatea acesteia în prognozarea piețelor financiare.
În plus, în ultimii ani, integrarea învățării automate în domeniul investițiilor cantitative a condus la o utilizare mai precisă și sofisticată a modelelor statistice și numerice, îmbunătățind astfel gestionarea riscurilor și optimizarea portofoliilor.

## Critica
De-a lungul anilor, au fost dezvoltate modele matematice tot mai sofisticate și strategii de evaluare a derivatelor, însă credibilitatea acestora a fost afectată de criza financiară din perioada 2007–2010. Practica actuală a finanțelor matematice a fost criticată de personalități importante din domeniu, în special de Paul Wilmott și Nassim Nicholas Taleb, în cartea sa Lebăda Neagră (în engleză The Black Swan). Taleb susține că prețurile activelor financiare nu pot fi descrise de modelele simple utilizate în prezent, ceea ce face ca multe dintre practicile curente să fie, cel mult, irelevante și, în cel mai rău caz, periculos de înșelătoare. Wilmott și Emanuel Derman au publicat Manifestul Modelelor Financiare (în engleză Financial Modelers' Manifesto) în ianuarie 2009, abordând unele dintre cele mai grave preocupări. Organizații precum Institute for New Economic Thinking (în română Institutul pentru Gândirea Economică Nouă) încearcă în prezent să dezvolte noi teorii și metode.
În general, modelarea schimbărilor prin distribuții cu varianță finită este tot mai des considerată inadecvată. În anii 1960, Benoit Mandelbrot a descoperit că schimbările prețurilor nu urmează o distribuție gaussiană, ci sunt mai bine modelate prin distribuții stabile α-Lévy. Scara schimbării, sau volatilitatea, depinde de lungimea intervalului de timp, la o putere ușor mai mare decât 1/2. Astfel, schimbările mari, în sus sau în jos, sunt mai probabile decât cele estimate folosind o distribuție gaussiană cu deviație standard calculată. Totuși, această abordare nu rezolvă problema, deoarece face parametrizarea mult mai dificilă și controlează mai puțin fiabil riscurile.
Poate mai important este faptul că, deși modelele de finanțe matematice pot genera profit pe termen scurt, acest tip de modelare este adesea în contradicție cu un principiu central al macroeconomiei moderne, critica lui Lucas – sau așteptările raționale – care afirmă că relațiile observate nu sunt structurale și, prin urmare, nu pot fi exploatate pentru politici publice sau profit, cu excepția cazului în care aceste relații sunt identificate printr-o analiză cauzală și econometrie. Conform criticii lui Lucas, agenții economici își ajustează comportamentul în funcție de schimbările de politică sau condițiile pieței, ceea ce înseamnă că relațiile pe care modelele se bazează ar putea să nu mai fie valabile atunci când aceștia devin conștienți de modelele utilizate. Acest fapt face modelele statice nesigure pentru prognozele pe termen lung și pentru procesul decizional.
Modelele de finanțe matematice nu iau în considerare, prin urmare, elemente esențiale ale psihologiei umane, care sunt fundamentale pentru modelarea mișcărilor economice macroeconomice moderne, cum ar fi panicile auto-împlinitoare ce pot duce la falimente bancare.